# Danske regimenter
Dette er en liste over danske regimenter og andre militære enheder, (divisioner, brigadeer, bataljoner, kompagnier) der har eksisteret siden det 15. århundrede. De fleste enheder har skiftet navne flere gange i den tid de har eksisteret. Listen viser de mest brugt navne.

## Infanteri
- Den Kongelige Livgarde.
- 1. Regiment (Danske Livregiment) nedlagt 1. januar 2001 ved sammenlægning med Gardehusarregimentet.
- 2. Regiment (Slesvigske Fodregiment) nedlagt 1. januar 2001. Genoprettet 1. januar 2019.
- 3. Regiment (Prinsens Livregiment) nedlagt 1. august 2005.
- 4. Regiment (Sjællandske Livregiment) nedlagt 1. januar 2001 ved sammenlægning med Gardehusarregimentet.
- 5. Regiment (Falsterske Fodregiment) nedlagt 1976.
- 6. Regiment (Fynske Livregiment) nedlagt 1. november 1991.
- 7. Regiment (Jyske Fodregiment) nedlagt 1. november 1961.
- 8. Regiment (Dronningens Livregiment) nedlagt 1. januar 2001.
- 9. Regiment (Kongens Jyske Fodregiment) nedlagt 1. november 1991.
- 10. Regiment (Feltherrens Fodregiment) nedlagt 1. august 1961.
- 11. Regiment nedlagt 1. november 1951.
- 12. Regiment nedlagt 1. november 1951.
- 13. Regiment nedlagt 1. november 1951.
- 14. Regiment nedlagt 1. november 1951.
- 15. Regiment nedlagt 1. november 1951.
- Marineregimentet, underlagt Bornholms Værn i 1961, nedlagt 1. juli 2000.
- Drabantgarden nedlagt august 1763 ved sammenlægning med Livgarden.
- Grenaderkorpset nedlagt august 1763 ved sammenlægning med Livgarden.

## Rytteriregimenter
- Livgarden til Hest nedlagt 31. maj 1866
- 1. Dragonregiment
- 2. Dragonregiment
- 3. Dragonregiment
- 4. Dragonregiment
- 5. Dragonregiment
- 6. Dragonregiment
- Sjællandske Dragonregiment
- Jydske Dragonregiment, 3.dragonregiment
- Holstenske Lanséerregiment
- Oldenborgske Kyrasserregiment
- Slesvigske Kyrasserregiment
- Gardehusarregimentet

## Artilleri
- Fæstningsartilleriregimentet nedlagt 1920
- Kystartilleriregimentet nedlagt 1932
- 1. Feltartilleriregiment (Kronens Artilleriregiment) nedlagt 1982
- 2. Feltartilleriregiment (Sjællandske Artilleriregiment) nedlagt 1982
- 3. Feltartilleriregiment (Nørrejyske Artilleriregiment) nedlagt 2000
- 4. Feltartilleriregiment (Sønderjyske Artilleriregiment) nedlagt 2000
- Kongens Artilleriregiment nedlagt 2005
- Dronningens Artilleriregiment nedlagt 2005
- Danske Artilleriregiment nedlagt 28. februar 2014. Genoprettet 1. januar 2019 (I mellem liggende periode hed det  1. Danske Artilleriafdeling)

## Luftværn
- Jyske Luftværnsregiment
- Sjællandske Luftværnsregiment

## Pionerer
- Jyske Ingeniørregiment
- Sjællandske Ingeniørregiment
- Ingeniørregimentet

## Telegraf
- Jyske Telegrafregiment
- Sjællandske Telegrafregiment
- Telegrafregimentet

## Træn
- Jydske Trainregiment
- Sjællandske Trainregiment
- Trænregimentet

## Andre
- Bornholms Værn nedlagt 1. juli 2000.
- Efterretningsregimentet
- Hærens Flyvetjeneste
- Hærens Militærpoliti
- Jægerkorpset overført til SOKOM i 2014